# Sawa (rzeka)

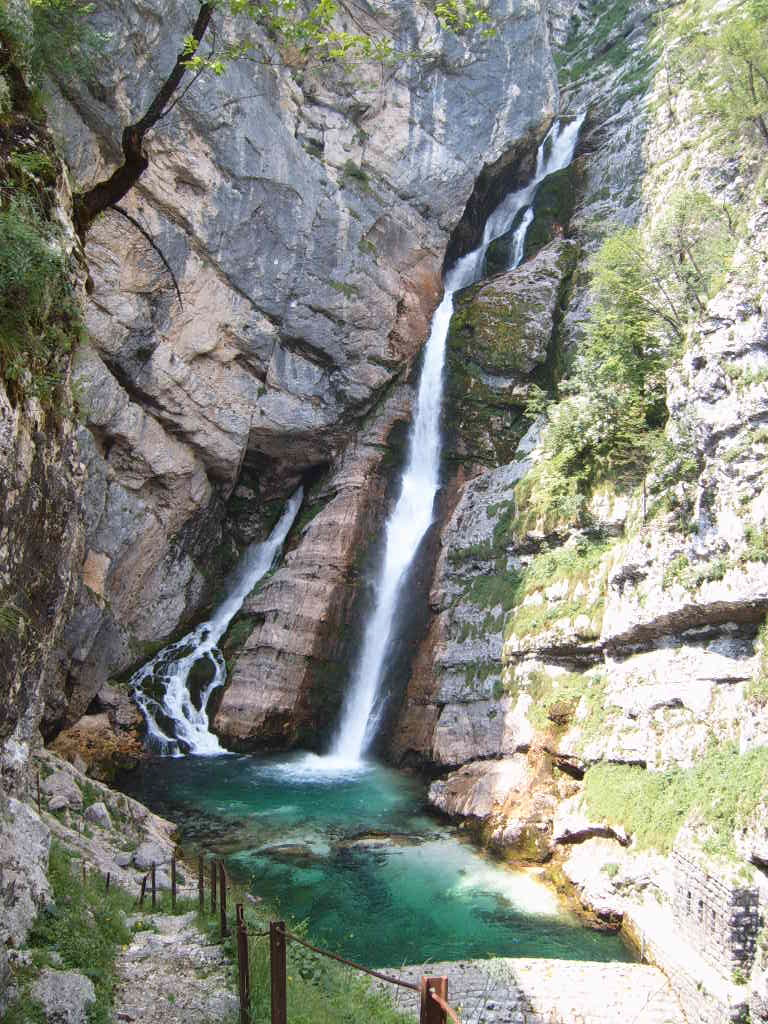
Jedno ze źródeł Sawy w Słowenii

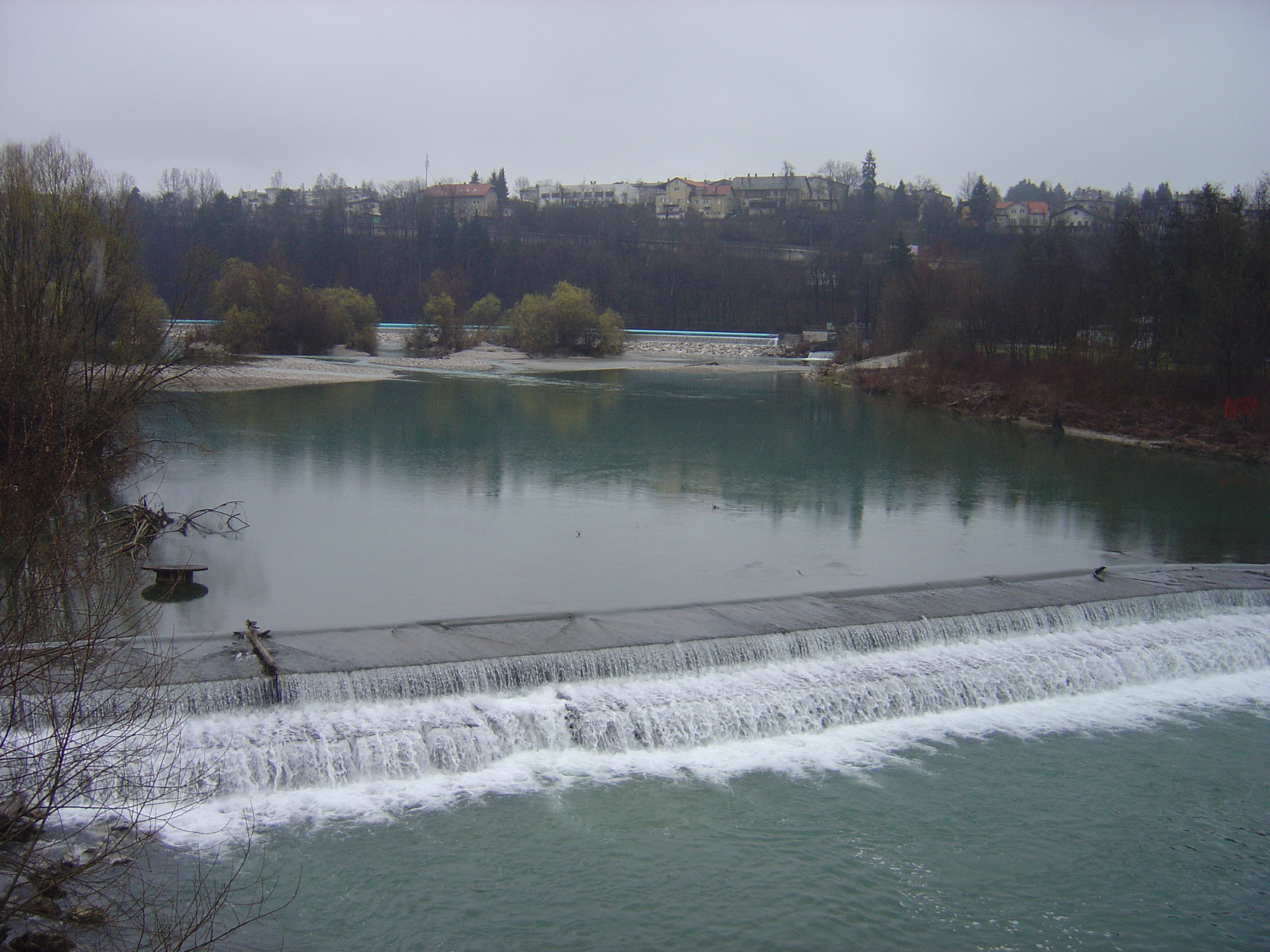
Sawa koło Kranj w Słowenii

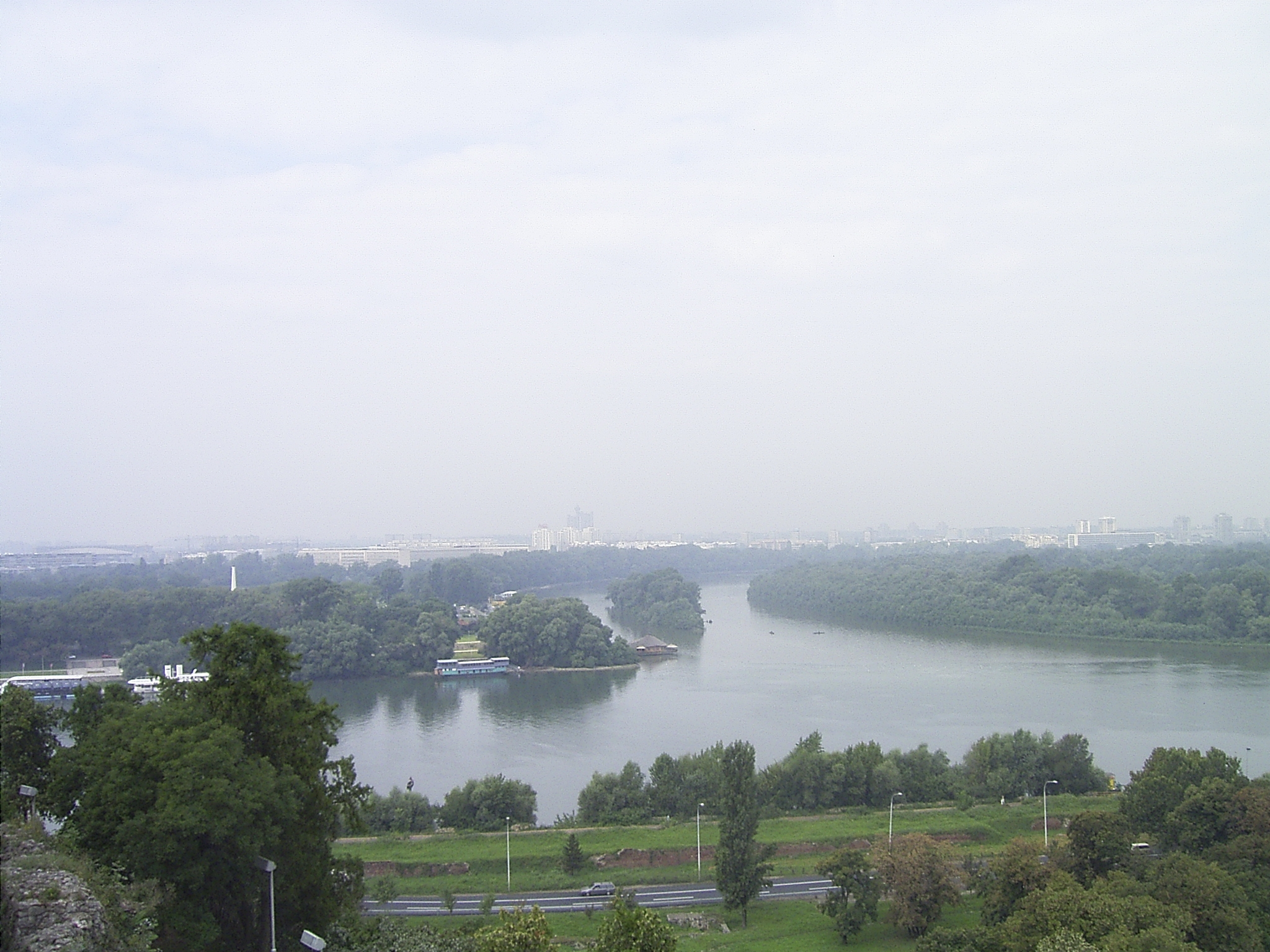
Ujście Sawy do Dunaju w Belgradzie

Sawa (słoweń., serb.-chorw. Sava, niem. Save, węg. Száva, łac. Savus) – rzeka na granicy Europy Zachodniej (Kotliny Panońskiej) i Europy Południowej (Półwyspu Bałkańskiego). Największy prawy dopływ Dunaju. Długość – 940 km, powierzchnia zlewni – 95 719 km², średni przepływ – 255 m³/s w Zagrzebiu, 1722 m³/s u ujścia w Belgradzie.
Źródła Sawy znajdują się w Alpach Julijskich, nieopodal zbiegu granic Austrii, Słowenii i Włoch. Płynie w ogólnym kierunku południowo-wschodnim. Przepływa między innymi przez stolicę Słowenii Lublanę i przez stolicę Chorwacji Zagrzeb. W przybliżeniu od okolic Zagrzebia nabiera charakteru rzeki nizinnej – z powolnym nurtem, szeroką doliną i licznymi meandrami. W dolnym biegu dolina Sawy jest miejscami zabagniona. Uchodzi do Dunaju w stolicy Serbii Belgradzie, gdzie oddziela od centrum miasta dzielnicę Zemun, niegdyś odrębne miasto.
Sawa płynie przez terytoria Słowenii, Chorwacji i Serbii, a w środkowym biegu stanowi północną granicę Bośni i Hercegowiny (na tym odcinku znajduje się Most nad Sawą). Do 1918 Sawa stanowiła granicę pomiędzy Austro-Węgrami a Serbią. Bieg Kupy, Sawy i Dunaju jest uważany za północną granicę Półwyspu Bałkańskiego.
Sawa jest trzecim co do długości (po Cisie i Prucie), a najdłuższym z prawobrzeżnych dopływów Dunaju. Jest najbogatszym w wodę dopływem Dunaju. Na całej swej długości Sawa zbiera liczne i obfite dopływy – prawe głównie z Gór Dynarskich, lewe głównie z panońskich gór wyspowych w Slawonii. Dorzecze Sawy wykazuje znaczną asymetrię – jego prawobrzeżna część jest dużo większa, również pięć najdłuższych dopływów Sawy – Kupa, Una, Vrbas, Bosna i Drina to dopływy prawostronne.
Sawa jest żeglowna od ujścia Kupy w mieście Sisak.